# Valvulina
En Venezuela el nombre valvulina hace referencia al lubricante para transmisión manual de los vehículos.
Valvulina es un género de foraminífero bentónico de la subfamilia Valvulininae, de la familia Valvulinidae, de la superfamilia Eggerelloidea, del suborden Textulariina y del orden Textulariida. Su especie tipo es Valvulina triangularis. Su rango cronoestratigráfico abarca desde el Luteciense (Eoceno medio) hasta la Actualidad.

## Discusión
Clasificaciones previas incluían Valvulina en la superfamilia Textularioidea.

## Clasificación
Se han descrito numerosas especies de Valvulina. Entre las especies más interesantes o más conocidas destacan:
- Valvulina triangularis

Un listado completo de las especies descritas en el género Valvulina puede verse en el siguiente anexo.